# Boris Lagutin
Boris Nikolajevič Lagutin (Moskva, Rusija, 24. lipnja 1938.) je sovjetski amaterski boksač i jedan od najboljih boksača SSSR-a uopće. Bio je dvostruki olimpijski i europski amaterski prvak u polusrednjoj kategoriji (do 71 kg).
Tijekom boksačke karijere ostvario je impresivan skor od 241 pobjede i svega 11 poraza. Tijekom 1960-ih dominirao je u svojoj polusrednjoj kategoriji te je osvojio po dva olimpijska i europska zlata. Na Olimpijadi u Tokiju 1964. u finalu je pobijedio francuskog boksača Josepha Gonzalesa. Trenirao ga je Vladimir Trenin u BK Spartak.

## Odlikovanja
Zbog iznimnog doprinosa sovjetskom sportu i promicanju Sovjetskog Saveza i Rusije u svijetu, Lagutinu su dodijeljeni sljedeći ordeni:
- Red Zasluga za domovinu,
- Red Crvene radničke zastave,
- Red Narodnog prijateljstva,
- Red Časti,
- Medalja "Za rad",
- Medalja "Obljetnice 850. obilježavanja Moskve",
- Odlikovanje velikana sporta.

## Vanjske poveznice
- Biografija Borisa Lagutina
- Britannica.com - Boris Nikolayevich Lagutin
- Лагутин Борис Николаевич